# Епархия Саламанки

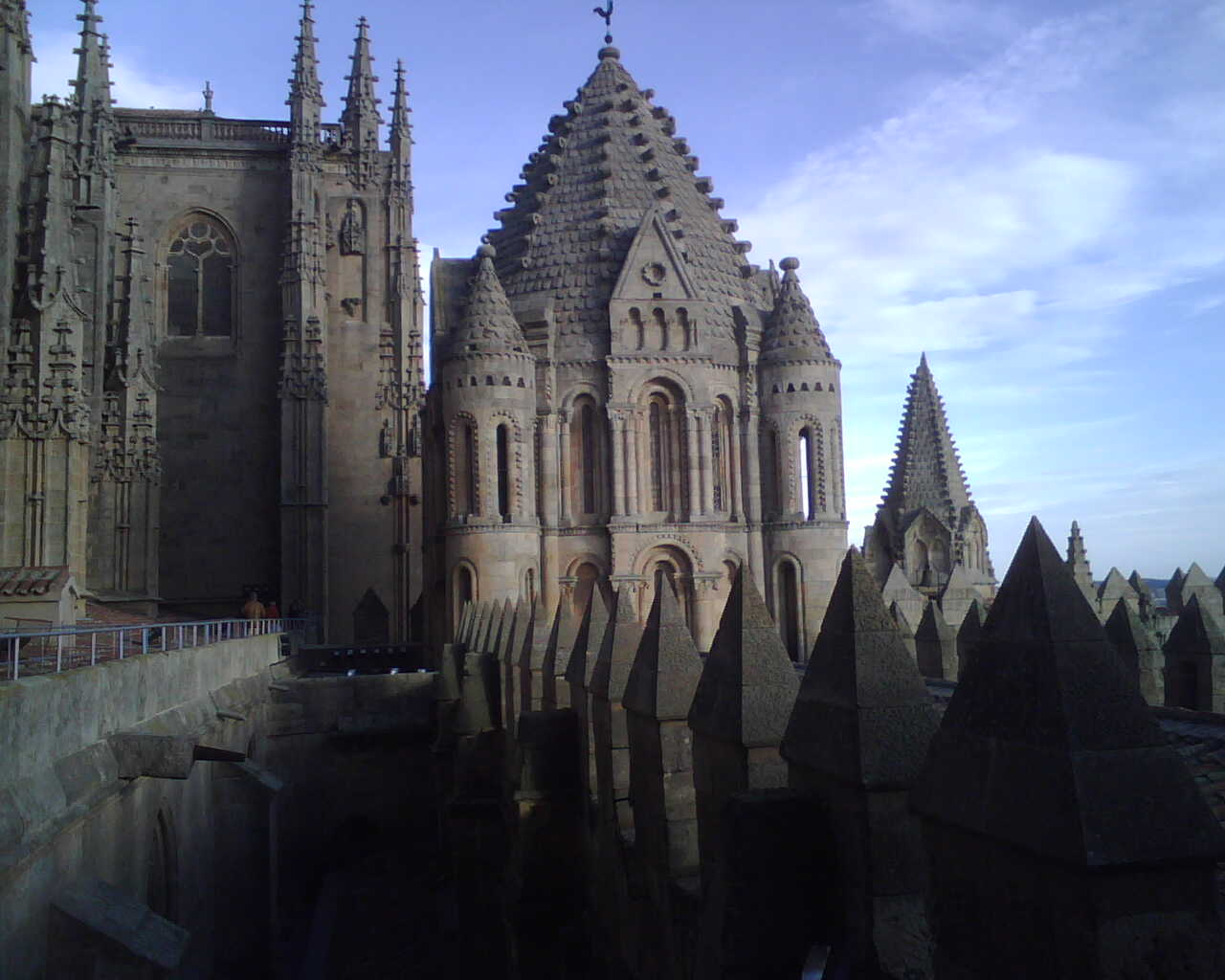
Собор Пресвятой Девы Марии (Старый собор), XII век, Саламанка

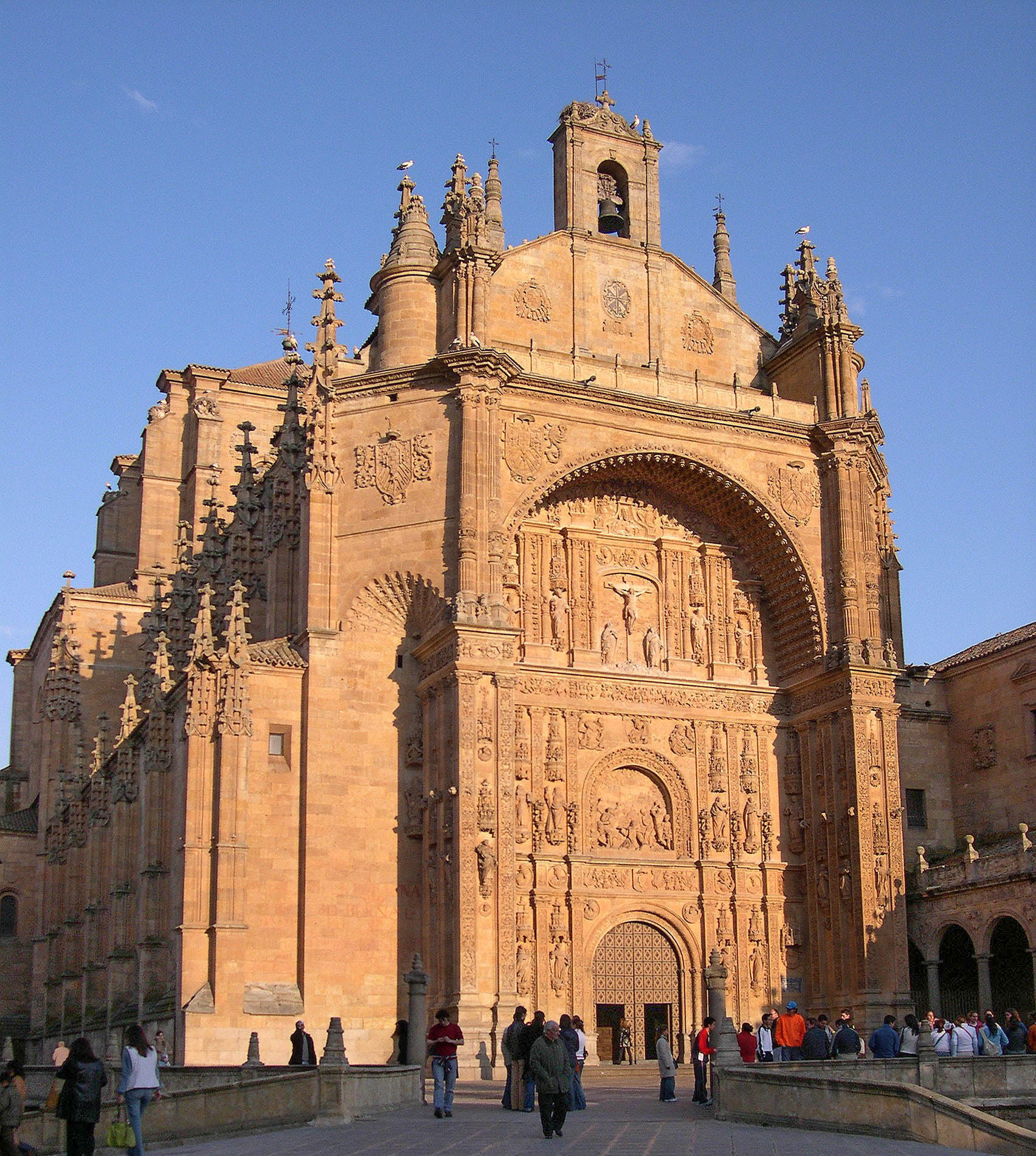
Церковь святого Стефана, Саламанка

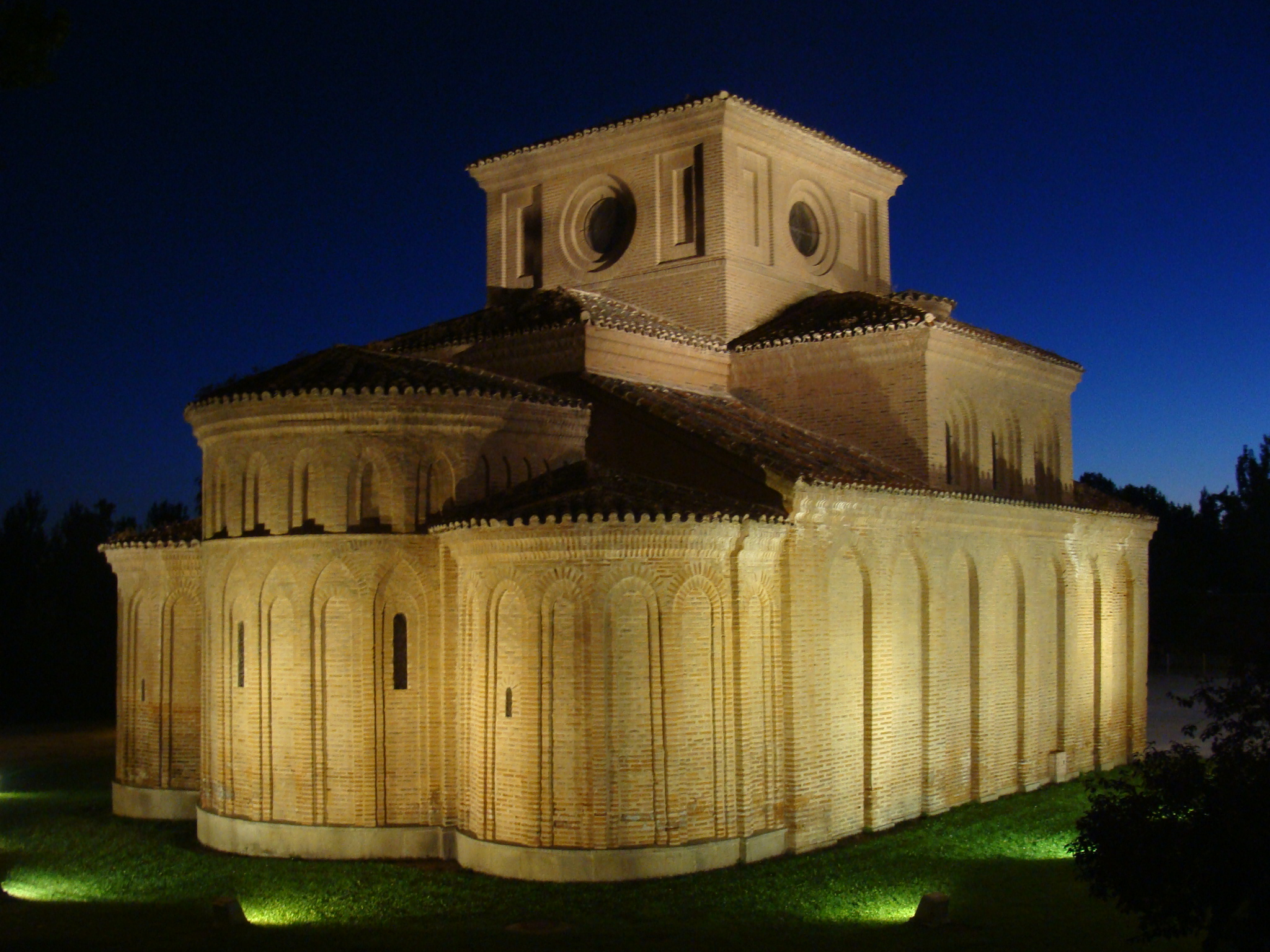
Церковь святого Иакова, Саламанка

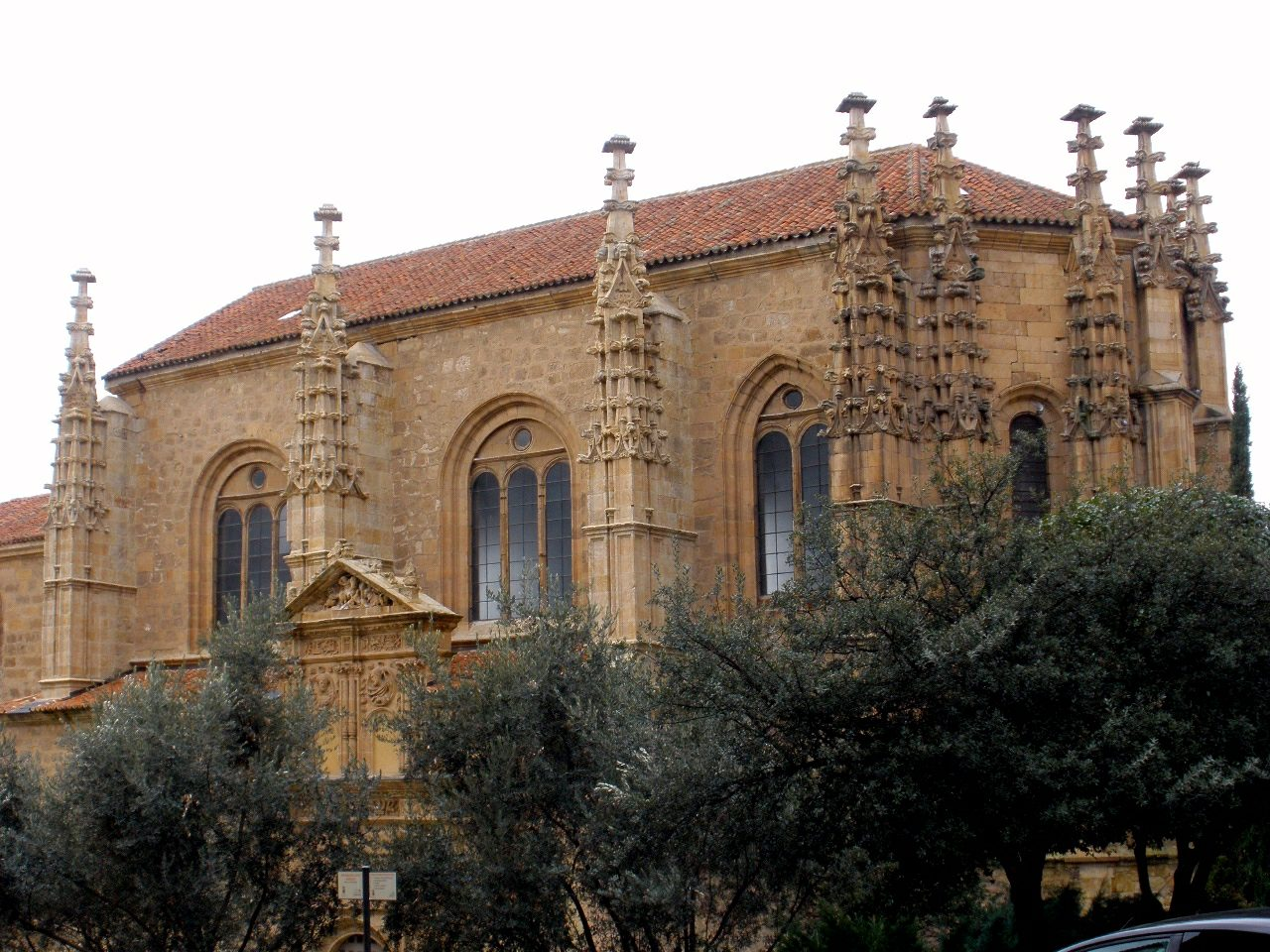
Церковь Святого Духа, Саламанка

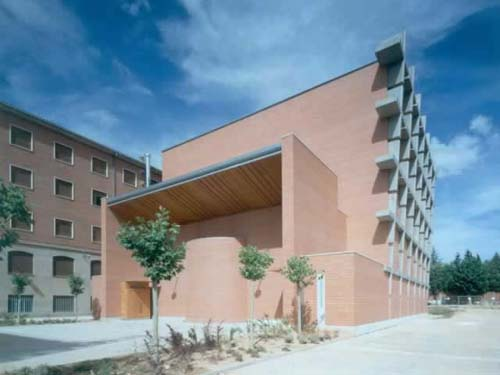
Церковь святого Хуана де Маты, 1998 г., Саламанка

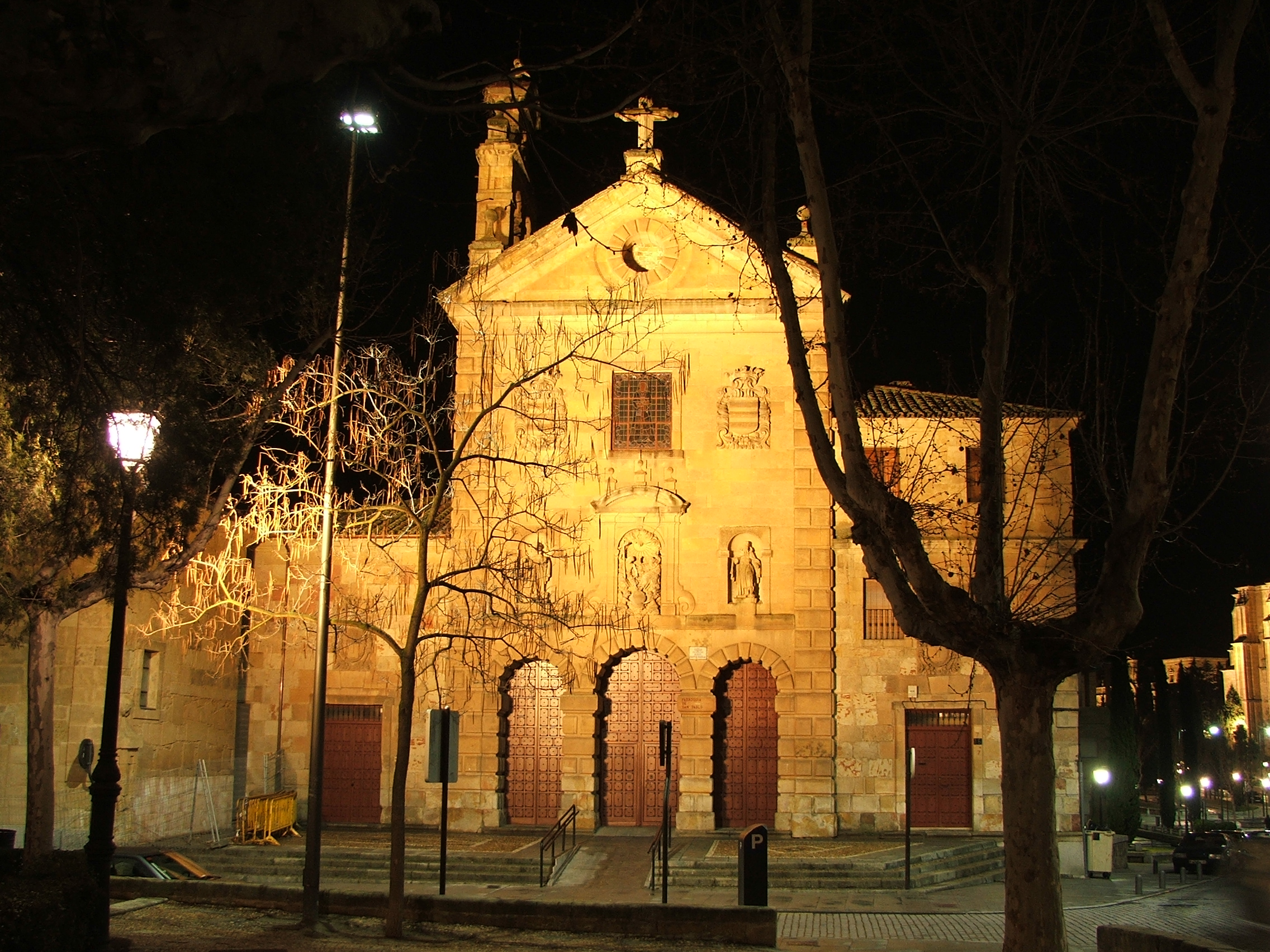
Церковь святого Павла, Саламанка

Епархия Саламанки (лат. Dioecesis Salmantina) — епархия Римско-Католической церкви c центром в городе Саламанка, Испания. Епархия Саламанки распространяет свою юрисдикцию на восточную часть провинции Саламанки и часть автономного сообщества Кастилия и Леон. Епархия Саламанки входит в митрополию Вальядолида. Кафедральным собором епархии Саламанки является церковь Пресвятой Девы Марии (иначе называемый Новый собор). В Саламанке также находится собор Пресвятой Девы Марии (Старый собор). В городе Альба-де-Тормес находится базилика святой Терезы Авильской.

## История
Первые свидетельства о епархии Саламанки датируются 589-м годом, когда епископ Элеутерий принял участие в III Толедском соборе. С 666 года епархия Саламанки входила в митрополию Мериды (сегодня — Архиепархия Мериды-Бадахоса). После арабского вторжения в VII веке и до XI века епархия Саламанки пришла в упадок. Существуют несколько отрывочных упоминаний о епископах Саламанки этого времени.
Первый документированное свидетельство после освобождения от арабского владычества датируется началом XII века. 22 июня 1102 года в Саламанку был назначен епископ Иероним.
В 1120 году епархия Саламанки вошла в митрополию Сантьяго-де-Компостелы. 24 февраля 1124 года Римский папа Каликст II издал буллу, которой санкционировал это вхождение.
31 октября 1778 года в Саламанке была открыта епархиальная семинария.
4 июля 1857 года епархия Саламанки вошла в митрополию Вальядолида.

## Ординарии епархии
| - епископ Элевтерий (упоминается в 589 г.); - епископ Теверист (упоминается в 610 г.); - епископ Хиккила (упоминается между 633 и 638 гг.); - епископ Эгерет (упоминается между 646 и 656 гг.); - епископ Юст (упоминается в 666 г.); - епископ Провиденций (упоминается в 681 г.); - епископ Олемунд (упоминается между 683 и 693 гг.); - епископ Квиндульф (около 830 г.); - епископ Дульцидий (около 876 г.); - епископ Севастьян I (около 880 г.); - епископ Фредесинд (около 898 г.); - епископ Дульцидий II (около 921 г.); - епископ Теодомунд (около 960 г.); - епископ Сальват (около 973); - епископ Севастьян II (около 987); - епископ Гонсало I (около 1022); - епископ Херонимо де Перигор (1102—1120); - епископ Хиральдо (1121—1124); - епископ Мунио (1124—1130); - епископ Алонсо Перес (1130—1131); - епископ Наварро (1133); - епископ Беренгарио (1135—1150); - епископ Иньиго Наварро (1152—1159); - епископ Ордоньо (1159—1164); - епископ Гонсало II (1165—1166); - епископ Педро Суарес де Деса (1166—1173); - епископ Видаль (1173—1194); - епископ Гонсало Фернандес (1195—1226); - епископ Диего (1226); - епископ Пелахио (1227); - епископ Мартин (1229—1245); - епископ Матео (1246—1247); - епископ Педро Перес (1247—1264); - епископ Доминго Мартинес (1264—1267); - епископ Гонсало Родригес (1273—1279); - епископ Ордоньу Альвареш (1278); - епископ Педро Суарес (1279—1286); - епископ Педро Фечор (1286—1304); - епископ Альфонсо (1306—1309); - епископ Педро (1310—1324); - епископ Бернардо (1324—1327); - епископ Гонсало (1327—1329); - епископ Алонсо (1330); - епископ Лоренсо (1330—1335); - епископ Лоренсо-и-Родриго Диас (1335—1339); - епископ Хуан Лусеро (1339—1361); - епископ Альфонсо Барраса (1361—1375); - епископ Альфонсо II (1375 — около 1382); - епископ Хуан де Кастельянос (1382 — около 1387); - епископ Педро (1387 — около 1389); - епископ Карлос де Гевара (1389—1392); - епископ Диего Манайя Мальдонадо (16.10.1392 — 1408) — назначен епископом Куэнки; - епископ Альфонсо III (1408); - епископ Гонсало де Альба (1408—1412); - епископ Альфонсо IV (1412—1422); - епископ Санчо Лопес де Кастилья (1423—1446); - епископ Альфонсо V (1446); - епископ Гонсало де Виверо (1447—1482); - епископ Рафаэль Риарио (8 июля 1482 — 15 января 1483); - епископ Диего Мелендес де Вальдес (1483—1491); - епископ Эрнандо де Талавера (1483—1485) — апостольский администратор, назначен епископом Авилы; - епископ Педро де Толедо (1485—1491) — апостольский администратор; | - епископ Оливьеро Карафа (1491—1492) — апостольский администратор; - епископ Диего де Деса (1494—1498) — назначен епископом Хаэна; - епископ Франсиско Бобадилья (18.11.1510 — 29.08.1529); - епископ Луис Кабеса де Вака (22.06.1530 — 14.04.1537) — назначен епископом Паленсии; - епископ Родриго Мендоса Манрике (11.07.1537 — 4.11.1545); - епископ Педро Кастро Лемос (20.02.1545 — 5.06.1553) — назначен епископом Куэнки; - епископ Педро Акунья Авельянеда (5.06.1555 — 24.09.1555); - епископ Франсиско Манрике де Лара (24.04.1556 — 26.06.1560) — назначен епископом Сигуэнсы (сегодня — Епархия Сигуэнсы-Гвадалахары); - епископ Педро Гонсалес Мендоса (26.06.1560 — 10.09.1574); - епископ Франсиско Сото Саласар (15.02.1576 — 21.01.1578); - епископ Фернандо Трисио Аренсана (13.06.1578 — 9.10.1578); - епископ Херонимо Манрике Фигероа (9.01.1579 — 12.02.1593); - епископ Педро Хунко Посада (3.04.1598 — 3.05.1602); - епископ Луис Фернандес де Кордова (20.11.1602 — 9.02.1615) — назначен епископом Малаги; - епископ Диего Ордоньес (6.07.1615 — 22.12.1615); - епископ Франсиско Уртадо де Мендоса-и-Риберо (5.09.1616 — 17.03.1621) — назначен епископом Памплоны (сегодня — Архиепархия Памплона-и-Туделы; - епископ Антонио Коррионеро (17.05.1621 — 4.04.1633); - епископ Кристобаль де ла Камара-и-Мурга (7.05.1635 — 29.04.1641); - епископ Хуан Валенсуэла Веласкес (24.03.1642 — 2.02.1645); - епископ Хуан Ортис де Сарате (21.08.1645 — 24.04.1646); - епископ Франсиско Диас Аларкон-и-Коваррубьяс (1646 — 10.02.1648) — назначен епископом Памплоны; - епископ Педро Каррильо-и-Акунья (1648 — 1655) - епископ Хуан Перес Дельгадо (11.10.1655 — 15.01.1657) — назначен архиепископом Бургоса; - епископ Антонио Пенья Эрмоса (1657—1658) — назначен епископом Малаги; - епископ Франсиско Диас де Кабрера (1660 — 22.08.1661); - епископ Габриэль де Эсперса Перес (13.03.1662 — 2.06.1670) — назначен епископом Калаорры и Ла-Кальсада-Логроньо; - епископ Франсиско Сейхас Лосада (1670 — 10.07.1681) — назначен архиепископом Сантьяго-де-Компостеллы; - епископ Педро де Саласар (20.10.1681 — 1686) — назначен епископом Кордовы; - епископ Хосе Косио Барреда (1687—1689); - епископ Мартин Аскаргорта (1689 — 25.10.1692) — назначен епископом Гранады; - епископ Франсиско Кальдерон де ла Барка (16.09.1693 — 25.02.1712); - епископ Сильвестре Гарсия Эскалона (13.06.1714 — 20.04.1729); - епископ Хосе Соррилья Санмартин (20.01.1749 — 30.09.1762); - епископ Фелипе Бертран Серрано (18.07.1763 — 30.11.1783); - епископ Андрес Хосе Барко Эспиноса (27.06.1785 — 17.04.1794); - епископ Фелипе Антонио Фернандес Вальехо (12.09.1794 — 18.12.1797) — назначен архиепископом Саньяго-де-Компостеллы; - епископ Антонио Тавира Альмасан (14.08.1798 — 8.01.1807); - епископ Херардо Хосе Андрес Васкес Парга (3.08.1807 — 16.09.1821); - епископ Агустин Лоренсо Варела Темес (20.05.1824 — 21.03.1849); - епископ Сальвадор Санс Градо (7.01.1850 — 21.01851); - епископ Антолин Гарсия Лосано (5.09.1851 — 15.05.1852); - епископ Фернандо де ла Пуэнте-и-Прима де Ривера (27.09.1852 — 27.09.1857) — назначен архиепископом Бургоса; - епископ Анастасио Родриго Юсто (25.09.1857 — 26.09.1867) — назначен архиепископом Бургоса; - епископ Хоакин Льюк-и-Гарриха O.C.D. (13.03.1868 — 16.01.1874) — назначен епископом Барселоны; - епископ Нарсисо Мартинес Искьердо (16.01.1874 — 27.03.1884) — назначен епископом Мадрида и Алкалы-де-Энареса; - епископ Томас Хенаро де Камара-и-Кастро (27.03.1885 — 16.05.1904); - епископ Франсиско Хавьер Вальдес-и-Норьега (14.11.1904 — 22.01.1913); - епископ Хулиан де Диего-и-Гарсия Альколеа (18.07.1913 — 27.07.1923) — назначен патриархом Западной Индии; - епископ Анхель Регерас-и-Лопес (26.10.1923 — 28.12.1924); - епископ Франсиско Фрутос Вальенте (14.12.1925 — 24.01.1933); - епископ Энрике Пла-и-Дениэль (28.01.1935 — 3.10.1941) — назначен архиепископом Толедо; - епископ Франсиско Барбадо-и-Вьехо (10.04.1942 — 29.04.1964); - епископ Мауро Рубио Репульес (7.07.1964 — 12.05.1995); - епископ Браулио Родригес Пласа (12.05.1995 — 28.08.2002) — назначен архиепископом Вальядолида; - епископ Карлос Лопес Эрнандес (с 9.01.2003). |  |

## Источник
- Annuario Pontificio, Libreria Editrice Vaticana, Città del Vaticano, 2003, ISBN 88-209-7422-3